# Battle of the Damned
Battle of the Damned (Brasil: Zumbis e Robôs ) é um filme de terror e ação de ficção científica estadunidense de 2013 escrito, produzido e dirigido por Christopher Hatton. O filme é estrelado por Dolph Lundgren, Melanie Zanetti, Matt Doran e David Field. Após um surto viral mortal, o soldado particular Max Gatling (Lundgren) lidera um punhado de sobreviventes e uma equipe de robôs em uma luta contra um exército de zumbis.
Lundgren disse sobre o filme: "Desta vez, estou enfrentando zumbis humanos infectados por vírus, 'Comedores', como os chamamos. Max é enviado a uma cidade infectada e abandonada para encontrar a filha de um industrial rico. Ele consegue mais do que ele barganhou. 'Eu gostaria de ter pedido mais dinheiro', nas próprias palavras de Max. Felizmente, eu convoco alguns robôs fugitivos para me ajudar na batalha ".

## Sinopse
Um grupo de mercenários liderados pelo Maj. Max Gatling estão fugindo de uma tentativa de resgate fracassada, tendo sido contratados por um rico industrial para entrar em uma cidade infestada de zumbis para resgatar sua filha Jude. No ponto de extração, Gatling diz ao outro sobrevivente que ele ficará para encontrar Jude e completar a missão. Ele finalmente localiza Jude e diz a ela que vai tirá-la da cidade, e ela o leva para outros sobreviventes. Lá, ele é apresentado aos sobreviventes, incluindo o líder do grupo Duke, Reese, Elvis, Lynn e Anna. Jude revela estar em um relacionamento com Reese e grávida de seu filho. No dia seguinte, quando Gatling, Jude e os outros saem para pegar gasolina em um posto de gasolina, Gatling tenta tirar Jude da cidade à força quando ela se recusa a ir sem os outros. No entanto, ele é parado pelos outros e deixado como morto. Depois de descobrir que Jude está grávida, Reese corre para ajudar Gatling para que Jude possa ser retirada da cidade. Neste ponto, é revelado que não apenas o pai de Jude é algum industrial rico, mas também é ele quem causou a pandemia de zumbis. Ao retornar à fortaleza para pegar Jude, Gatling e Reese descobrem um bando de protótipos de robôs não programados. Gatling reprograma os robôs e segue para a fortaleza. Quando é revelado que a cidade será bombardeada, Gatling e todos os sobreviventes se preparam para escapar.
No dia da fuga, Gatling, Jude, os sobreviventes e os robôs abatem e matam muitos zumbis ao longo do caminho. Ao tomar posições defensivas enquanto é atacado em um ferro-velho, Duke abandona todos eles e se esconde. Os robôs também funcionam mal e um começa a atacar Gatling. Gatling destrói o robô e o resto deles reinicia. Gatling, Jude, Reese e os sobreviventes escapam do ferro-velho em um carro sendo empurrado pelos robôs restantes. Duke é deixado para trás e comido por zumbis. Gatling e os outros então chegam a um estacionamento e vão para o subsolo enquanto os robôs seguram os zumbis. Assim que os zumbis começam a invadir o estacionamento, Gatling e os outros lutam para combatê-los. Gatling descobre que um dos robôs ainda está funcionando e o envia para encontrar Jude.
Quando o bombardeio começa e atinge o complexo, Gatling, Jude e Reese saltam para um nível parcialmente inundado do complexo para escapar do incêndio. Assim que o bombardeio cessa, Jude e Reese deixam o complexo, e toda a cidade é totalmente destruída. Eles se encontram com Gatling, que revela a Reese que sua missão não é apenas levar Jude para casa, mas matar qualquer um que possa denunciar o surto. Mas sabendo que Jude e Reese estão esperando, Gatling decide deixar Reese viver e os três saem juntos com o robô, tendo sobrevivido, a quem Gatling pede para pegar um café para ele.

## Elenco
- Dolph Lundgren como Major Max Gatling
- Melanie Zanetti como Jude
- Matt Doran como Reese
- David Field como Duke
- Jen Kuo Sung como Elvis
- Lydia Look como Lynn
- Oda Maria como Anna
- Jeff Pruitt como Smiley
- Kerry Wong como Dean
- Esteban Cueto como Hernandez
- Broadus Mattison como Broadus
- Timothy Cooper como Robô (voz)

## Lançamento
O filme foi lançado em 26 de dezembro de 2013 no Reino Unido e em 18 de fevereiro de 2014 nos Estados Unidos.

## Recepção
Battle of the Damned foi recebido com críticas mistas.
Neil John Buchanan de Starburst deu ao filme oito de dez estrelas e escreveu, "Esqueça The Walking Dead, Battle of the Damned leva o gênero de volta às raízes do terror." JoBlo.com avaliou-o com sete de um dez possíveis, dizendo: "Bem filmado, cheio de ação, com a maioria do elenco sendo competente (eu amei Melanie Zanetti), Battle of the Damned atingiu o ponto de prazer lixo! Claro que a seção intermediária ficou um pouco atolada, as restrições de orçamento às vezes apareciam, a câmera trêmula às vezes era irritante e o top de Oda Maria era uma farsa (não havia outro propósito para aquele papel), mas no geral Lundgren + Zumbis + Robôs + Mayhem = TUDO BOM! Apenas para os amantes de filme B!." Nav Qateel, da Influx Magazine, classificou o filme como C+ e escreveu que "deixando de lado as muitas falhas, ainda tinha seus momentos e, no final das contas, divertia, graças a algumas boas atuações, não más ações e zumbis bobos." Ben Bussey de Brutal as Hell escreveu: "Embora infelizmente não tenha orçamento para realmente fazer justiça à sua visão maluca, não se esquece de nos trazer um elenco agradável e muitas brincadeiras divertidas. O resultado final provavelmente não se tornará o novo filme favorito de ninguém, mas são 90 minutos divertidos."
Entre as críticas mais negativas de Battle of the Damned, Brent McKnight do PopMatters avaliou três em dez possíveis e escreveu que "o absurdo se esgota e você precisa confiar em coisas como história e personagem, e há muito, muito pouco de qualquer um deles acontecendo aqui."  Patrick Bromley do DVD Verdict considerou "não muito bom" e escreveu: "Alguns efeitos especiais decentes e a presença de Dolph Lundgren o tornam assistível, embora seja principalmente para fãs de gênero não discernidos. Fãs de terror que procuram uma dose de filme de zumbi ficarão desapontados." Peter Turner, da Filmoria, deu ao filme duas de cinco estrelas e considerou-o "extremamente decepcionante", comentando que "Lundgren pode ter passado [sic] seu primo e os zumbis superam em muito os robôs, mas Battle of the Damned dá um grande estrondo para seu dinheiro limitado." Manly Movie avaliou três em dez possíveis e disse: "É um show de terror, certo, um show de tortura até, mas não pelos motivos pretendidos. E dizem que a melhor tortura faz o tempo se arrastar. Battle of the Damned é a confirmação disso, são os 85 minutos mais longos que experimentei em algum tempo".